# Ekkehard Wendler
Ekkehard Wendler (* 19. November 1965; † 28. November 2011) war ein deutscher Verkehrsingenieur und Professor für Schienenbahnwesen und Verkehrswirtschaft an der RWTH Aachen.

## Leben
Ekkehard Wendler studierte von 1986 bis 1991 an der Hochschule für Verkehrswesen in Dresden Verkehrsingenieurwesen. Anschließend arbeitete er bis 1993 als Hauptgruppenleiter der Baubetriebsplanung der Deutschen Bundesbahn in Nürnberg. 
Von 1993 bis 1997 ließ er sich von dieser Arbeit beurlauben, um über das Thema Analytische Berechnung der planmässigen Wartezeiten bei asynchroner Fahrplankonstruktion an der RWTH Aachen zu promovieren.
Von 1997 an kehrte er zur Deutschen Bahn in den Geschäftsbereich Netz zurück und betreute dort unter anderem den Ausbau der S-Bahn Rhein-Main und GVFG-Projekte.
Im Januar 2001 wurde Wendler zum Professor für Schienenbahnwesen und Verkehrswirtschaft an der RWTH Aachen berufen. Seine Forschungsschwerpunkte lagen hier in der Eisenbahninfrastruktur, Eisenbahnbetriebswissenschaft, Eisenbahnsicherungstechnik und Verkehrsmittelwahlmodelle. Die Fakultät für Bauingenieurwesen wählte ihn im Oktober 2006 zum Dekan. Diesen Position hatte er bis Oktober 2010 inne. In dieser Zeit wurde das Studium in ein Bachelor-Master-System umgestaltet und der Studiengang Mobilität und Verkehr eingeführt. Anschließend war er bis zu seinem Tod im Alter von 46 Jahren Prodekan der Fakultät.
Als Spin-off des Verkehrswissenschaftlichen Instituts RWTH Aachen (VIA) gründete er 2008 die VIA Consulting & Development GmbH.
Er war verheiratet und hatte vier Kinder.